# Exoprosopa pharaonis
Exoprosopa pharaonis är en tvåvingeart som beskrevs av Paramonov 1928. Exoprosopa pharaonis ingår i släktet Exoprosopa och familjen svävflugor. Inga underarter finns listade i Catalogue of Life.